# Calderit
Calderit ist ein selten vorkommendes Mineral aus der Mineralklasse der „Silikate und Germanate“ mit der Endgliedzusammensetzung Mn2+3Fe3+2[SiO4]3 und damit chemisch gesehen ein Mangan-Eisen-Silikat. Strukturell gehört Calderit zu den Inselsilikaten und dort zur Gruppe der Granate.
Da Calderit Mischkristalle mit Spessartin (Mn3Al2[SiO4]3) und Andradit (Ca3Fe2[SiO4]3) bildet und daher meist geringe Anteile von Mangan durch Calcium und Eisen durch Aluminium diadoch ersetzt sein können, wird die chemische Formel allgemein auch mit (Mn2+,Ca)3(Fe3+,Al)2[SiO4]3 angegeben.
Calderit kristallisiert im kubischen Kristallsystem, ist durchsichtig bis durchscheinend und entwickelt nur kleine, glasglänzende Kristalle von orangegelber, dunkelgelber, rötlichgelber oder rotbrauner Farbe. In dünnen Schichten kann er auch gelb bis grünlichgelb sein. Meist findet sich das Mineral in Form körniger bis massiger Mineral-Aggregate.

## Etymologie und Geschichte
Erstmals wissenschaftlich beschrieben wurde Calderit 1909 durch Lewis Leigh Fermor (1880–1954), der das Mineral nach dem Geologen James Calder benannte, um seine Arbeiten in Bezug auf die Geologie Indiens zu würdigen.
Der Name Calderit wurde auch für einen Felsen (Kut-Kumsany 12 miles N.W. of Hazareebagh) verwendet und später für das dort vorkommende Mineral. Der englisch-indische Wissenschaftler Henry Piddington beschrieb als erster das in Gesteinsproben des Felsens enthaltene Calderit. Die schon länger im Museum gelagerten Proben wurden vorher nur als undescribed Siliceo-Iron-and-Magnese Rock, from the district of Burdwan bezeichnet. Die Beschreibung des Minerals erschien 1851 in einem Artikel Piddingtons im Journal of the Asiatic Society of Bengal, wobei sowohl Piddington als auch Calder Mitglieder in der Asiatic Society of Bengal waren.
Da der Calderit bereits lange vor der Gründung der International Mineralogical Association (IMA) bekannt und als eigenständige Mineralart anerkannt war, wurde dies von ihrer Commission on New Minerals, Nomenclature and Classification (CNMNC) übernommen und bezeichnet den Calderit als sogenanntes „grandfathered“ (G) Mineral. Die seit 2021 ebenfalls von der IMA/CNMNC anerkannte Kurzbezeichnung (auch Mineral-Symbol) von Calderit lautet „Cdr“.
Ein Aufbewahrungsort für das Typmaterial des Minerals ist nicht definiert beziehungsweise nicht dokumentiert.

## Klassifikation
Die strukturelle Klassifikation der International Mineralogical Association (IMA) zählt den Calderit zur Granat-Obergruppe, wo er zusammen mit Almandin, Andradit, Eringait, Goldmanit, Grossular, Knorringit, Morimotoit, Majorit, Menzerit-(Y), Momoiit, Pyrop, Rubinit, Spessartin und Uwarowit die Granatgruppe mit 12 positiven Ladungen auf der tetraedrisch koordinierten Gitterposition bildet.
In der veralteten 8. Auflage der Mineralsystematik nach Strunz gehörte der Calderit zur Mineralklasse der „Silikate“ und dort zur Abteilung „Inselsilikate (Nesosilikate)“, wo er gemeinsam mit Andradit in der Gruppe „Eisen(III)-Granate“ mit der Systemnummer VIII/A.06b steht.
In der zuletzt 2018 überarbeiteten Lapis-Systematik nach Stefan Weiß, die formal auf der alten Systematik von Karl Hugo Strunz in der 8. Auflage basiert, erhielt das Mineral die System- und Mineralnummer VIII/A.08-040. Dies entspricht ebenfalls der Abteilung „Inselsilikate mit [SiO4]-Gruppen“, wo Calderit zusammen mit Almandin, Andradit, Eltyubyuit, Eringait, Goldmanit, Grossular, Henritermierit, Holtstamit, Hutcheonit, Irinarassit, Jeffbenit, Katoit, Kerimasit, Kimzeyit, Knorringit, Majorit, Menzerit-(Y), Momoiit, Morimotoit, Pyrop, Schorlomit, Spessartin, Toturit, Uwarowit und Wadalit sowie dem 1967 diskreditierten Hydrougrandit die „Granatgruppe“ mit der Systemnummer VIII/A.08 bildet.
Die von der International Mineralogical Association (IMA) zuletzt 2009 aktualisierte 9. Auflage der Strunz’schen Mineralsystematik ordnet den Andradit in die erweiterte Klasse der „Silikate und Germanate“, dort aber ebenfalls in die Abteilung der „Inselsilikate“ ein. Diese ist allerdings weiter unterteilt nach der möglichen Anwesenheit zusätzlicher Anionen sowie der Koordination der beteiligten Kationen. Das Mineral ist hier entsprechend seiner Zusammensetzung und seinem Aufbau in der Unterabteilung der „Inselsilikate ohne zusätzliche Anionen; Kationen in oktaedrischer [6]er- und gewöhnlich größerer Koordination“ zu finden, wo es zusammen mit Almandin, Calderit, Goldmanit, Grossular, Henritermierit, Hibschit, Holtstamit, Katoit, Kimzeyit, Knorringit, Majorit, Momoiit, Morimotoit, Pyrop, Schorlomit, Spessartin, Uwarowit und Wadalit sowie den hypothetischen bzw. bisher nicht anerkannten Blythit, Hydroandradit und Skiagit die „Granatgruppe“ mit der Systemnummer 9.AD.25 bildet. Wadalit erwies sich als strukturell unterschiedlich und wird heute mit Chlormayenit und Fluormayenit einer eigenen Gruppe zugeordnet.
In der vorwiegend im englischen Sprachraum gebräuchlichen Systematik der Minerale nach Dana hat Calderit die System- und Mineralnummer 51.04.03a.06. Auch dies entspricht der Klasse der „Silikate“ und dort der Abteilung „Inselsilikatminerale“. Hier findet er sich innerhalb der Unterabteilung „Inselsilikate: SiO4-Gruppen nur mit Kationen in [6] und >[6]-Koordination“ in der „Granatgruppe (Pyralspit-Reihe)“, in der auch Almandin, Spessartin, Knorringit und Majorit eingeordnet sind.

## Chemismus
Calderit mit der Endgliedzusammensetzung [X]Mn2+3[Y]Fe3+[Z]Si3O12 ist das Eisen-Analog von Spessartin ([X]Mn2+3[Y]Al[Z]Si3O12) bzw. das Mangan-Analog von Andradit ([X]Ca3[Y]Fe3+[Z]Si3O12) mit denen es Mischkristalle bildet entsprechend den Austauschreaktionen
- [Y]Fe3+ = [Y]Al3+, (Spessartin),
- [X]Mn2+ = [X]Ca2+ (Andradit),

wobei [X], [Y] und [Z] die Positionen in der Granatstruktur sind.
Reiner Calderit ist in der Natur noch nicht gefunden worden und viele als Calderit bezeichnete Funde sind streng genommen nur calderithaltige Mischkristalle, z. B. Andradite.
Für den Calderit aus den Typlokalitäten werden folgende empirische Zusammensetzungen angegeben:
- Wabush (Labrador): [X](Mn2,20Ca0,82)[Y]Fe3+2,02[Z]Si4+3O12[13][6]
- Otjosondu (Namibia): [X](Mn1,96Ca1,09)[Y](Fe3+1,04Al3+0,87Mg2+0,07Ti4+0,01)[Z](Si4+2,97Al3+0,03)O12,[6]

Eine spätere, genauere Untersuchung von Calderiten aus Otjosondu ergab Calderitgehalte von nur noch 22 – 36 mol-%, berechnet mit Andradit und Spessartin. Bei diesen Otjosondu-Granaten handelt es sich um calderitreiche Andradite (48 – 68 mol-%).
Synthetischer Calderit enthält einige mol-% des hypothetischen Endgliedes Blythit ([X]Mn2+3[Y]Mn3+[Z]Si3O12) entsprechend der Austauschreaktion
- [Y]Fe3+ = [Y]Mn3+ (Blythit).

Bei den calderitreichen Andraditen aus Otjosondu wurde Mn3+ auf der oktaedrisch koordinierten Y-Position direkt spektroskopisch in natürlichen Granaten nachgewiesen. Auch diese natürlichen Granate enthalten mit 1 – 5 mol-% Blythit Mangan in zwei verschiedenen Oxidationsstufen.

## Kristallstruktur
Calderit kristallisiert mit kubischer Symmetrie in der Raumgruppe Ia3d (Raumgruppen-Nr. 230) mit 8 Formeleinheiten pro Elementarzelle. Der natürliche Mischkristall aus der Typlokalität Otjosondu hat dem Gitterparameter a = 11,81 Å. Für synthetischen Calderit wurde a = 11,821 Å oder a = 11.82239 Å gemessen.
Die Struktur ist die von Granat. Mangan (Mn2+) besetzt die dodekaedrisch von 8 Sauerstoffionen umgebenen X-Positionen, Eisen (Fe3+) die oktaedrisch von 6 Sauerstoffionen umgebene Y-Position und die tetraedrisch von 4 Sauerstoffionen umgebenen Z-Position ist ausschließlich mit Silicium (Si4+) besetzt.

## Bildung und Fundorte

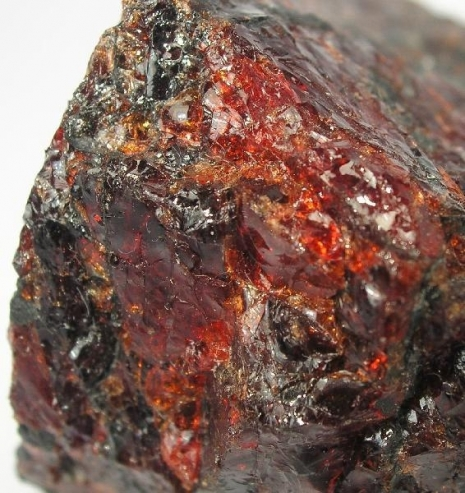
Körniges Calderit-Aggregat aus Otjosondu, Otjozondjupa, Namibia (Gesamtgröße: 6 × 5,5 × 4,2 cm)

Calderitreiche Granate bilden sich bei der druckbetonten Metamorphose von Mangan- und Eisenreichen Sedimenten unter oxidierenden Bedingungen und treten zusammen mit Aegirin, Kutnohorit, Hämatit, Pyrolusit, Quarz, Rhodonit und Rhodochrosit auf.
Reiner Calderit ist nur bei hohem Druck oberhalb von 20–30 kBar bei 700–900 °C stabil. Dieser Druck-Temperaturbereich der Eklogit-Fazies wird in der Natur in Subduktionszonen erreicht. Bei geringeren Druck oder höheren Temperaturen wird reiner Calderit abgebaut zu Pyroxmangit und Magnetit. Die Abbaureaktion ist stark abhängig von der Zusammensetzung der Granate und Calderit-Andradit-Spessartin-Mischkristalle sind bereits unter den Bedingungen der Amphibolit-Fazies stabil. Dies konnte auch für Granate mit 60–80 mol-% Calderit betätigt werden und Calderit wird nicht mehr als Indexmineral für hohe Drucke empfohlen.
Als seltene Mineralbildung konnte Calderit nur an wenigen Orten nachgewiesen werden, wobei weltweit bisher rund 20 Vorkommen dokumentiert sind (Stand 2024). Als Typlokalität gelten die Wabush Eisen-Formation im Gebiet Labrador in Kanada und Otjosondu in der namibischen Region Otjozondjupa. Es sind auch die bisher einzigen bekannten Fundorte in diesen Staaten.
In Otjosondu tritt calderitreicher Granat zusammen mit Hämatit, Quarz, Hyalophan und Apatit auf.
In Wabush findet sich calderitreeicher Granat zusammen mit Rhodonit und Kutnahorit sowie Aegirin, Rhodonit und Rhodochrosit.
In Europa konnte das Mineral unter anderem in Italien (Saint-Marcel (Aostatal), Valtournenche (Tal)), Rumänien (Iacobeni (Sibiu)), Schweden (Pajsberg/Filipstad) und der Schweiz (Ferreratal) gefunden werden.
Daneben trat Calderit noch bei Katkamsandi (Jharkhand) und Netra (Madhya Pradesh) in Indien und bei Aggeneys in Südafrika auf.

## Verwendung
Reiner Calderit ist erst bei Drücken oberhalb von 30 kbar stabil. Sein Anteil nimmt allerdings mit steigenden Drücken in den entstehenden Granatmischkristallen kontinuierlich zu, weshalb er sich gut als Geobarometer eignet.